# Präsidentschaftswahlen in Niger 1996
Bei den Präsidentschaftswahlen in Niger 1996 wurde mittels Direktwahl der Staatspräsident der Republik Niger gewählt. Die als manipuliert geltenden Wahlen fanden am 7. und 8. Juli 1996 statt. Als Wahlsieger ging Ibrahim Baré Maïnassara hervor.

## Hintergrund
Der Offizier Ibrahim Baré Maïnassara setzte bei einem Staatsstreich am 27. Januar 1996 den demokratisch gewählten Staatspräsidenten Mahamane Ousmane ab. Dem war ein Jahr gegenseitige Blockadepolitik zwischen Staatspräsident Ousmane (CDS-Rahama) und der Parlamentsmehrheit des Premierministers Hama Amadou (MNSD-Nassara) vorausgegangen. Unter Aufsicht des Militärs wurde eine neue Verfassung ausgearbeitet, die beim Verfassungsreferendum am 12. Mai 1996 angenommen wurde und die Rolle des Staatspräsidenten stärkte.
Bei den darauffolgenden Präsidentschaftswahlen am 7. und 8. Juli 1996 kandidierte Baré Maïnassara entgegen seiner ursprünglichen Ankündigung, lediglich während einer Übergangsperiode Staatschef zu bleiben. Er gründete eine eigene Partei, die Nationale Union der Unabhängigen für die demokratische Erneuerung (UNIRD). Auch der gestürzte Staatspräsident Mahamane Ousmane stellte sich erneut zur Wahl, neben drei weiteren Kandidaten größerer Parteien, die bereits bei den vorangegangenen Präsidentschaftswahlen von 1993 angetreten waren.
Die ersten Ergebnisse der Präsidentschaftswahlen von 1996 reihten Ibrahim Baré Maïnassara noch am letzten Platz, woraufhin dieser die unabhängige staatliche Wahlkommission entließ. Die offiziellen Endergebnisse gelten als stark manipuliert.

## Ergebnisse
Von 3.804.750 registrierten Wählern gingen offiziell 2.525.019 zu den Urnen. Dies entspricht einer Wahlbeteiligung von 66,4 %. Von den 2.525.019 abgegebenen Stimmzetteln wurden 2.417.189 als gültig und 107.830 als ungültig (bzw. leere Stimmzettel) gewertet.
| Kandidat                   | Partei            | Stimmenanzahl | Stimmenanteil |
| -------------------------- | ----------------- | ------------- | ------------- |
| Ibrahim Baré Maïnassara    | UNIRD             | 1.262.308     | 52,22 %       |
| Mahamane Ousmane           | CDS-Rahama        | 477.431       | 19,75 %       |
| Mamadou Tandja             | MNSD-Nassara      | 378.322       | 15,65 %       |
| Mahamadou Issoufou         | PNDS-Tarraya      | 183.826       | 7,60 %        |
| Adamou Moumouni Djermakoye | ANDP-Zaman Lahiya | 115.302       | 4,77 %        |

## Folgen
Acht große Oppositionsparteien boykottierten die nach den Präsidentschaftswahlen stattfindenden Parlamentswahlen am 23. November 1996, nachdem sich Baré Maïnassara geweigert hatte, die unabhängige staatliche Wahlkommission in ihrer ursprünglichen Form wiederherzustellen. Bei den Parlamentswahlen erhielten die UNIRD und weitere dem Staatspräsidenten nahestehende Parteien 69 von 83 Sitzen in der Nationalversammlung. Staatspräsident Baré Maïnassara ernannte Amadou Boubacar Cissé, ehemals Mitglied des MNSD-Nassara und bereits Regierungschef unter Mahamane Ousmane, am 21. Dezember 1996 zum Premierminister.